# Camptocosa
Genre
Camptocosa est un genre d'araignées aranéomorphes de la famille des Lycosidae.

## Distribution
Les espèces de ce genre se rencontrent aux États-Unis et au Mexique.

## Liste des espèces
Selon World Spider Catalog (version 17.0, 03/04/2016) :
- Camptocosa parallela (Banks, 1898)
- Camptocosa texana Dondale, Jiménez & Nieto, 2005

## Publication originale
- Dondale, Jiménez & Nieto, 2005 : A new genus of wolf spiders from Mexico and southern United States, with description of a new species from Texas (Araneae: Lycosidae). Revista Mexicana de Biodiversidad, vol. 76, p. 41-44 (texte intégral).